# Prvenstvo Šibenskog nogometnog saveza 1974./75.
Prvenstvo Šibenskog nogometnog saveza (također i kao Prvenstvo Nogometnog saveza općine Šibenik) je bila liga petog ranga natjecanja nogometnog prvenstva Jugoslavije u sezoni 1974./75. 
 
Sudjelovalo je 10 klubova, a prvak je bio "Rudar" iz Siverića. 

## Ljestvica
| mj. | klub              | ut. | pob. | ner. | por. | gol+ | gol- | bod     |
| --- | ----------------- | --- | ---- | ---- | ---- | ---- | ---- | ------- |
| 1.  | Rudar Siverić     | 18  | 15   | 0    | 3    | 60   | 19   | 30      |
| 2.  | SOŠK Skradin      | 18  | 10   | 1    | 7    | 43   | 31   | 21      |
| 3.  | Polet Zablaće     | 18  | 9    | 3    | 6    | 35   | 30   | 21      |
| 4.  | Bukovica Kistanje | 18  | 7    | 7    | 4    | 33   | 29   | 21      |
| 5.  | DOŠK Drniš        | 18  | 8    | 3    | 7    | 49   | 31   | 17 (-2) |
| 6.  | Mladost Tribunj   | 18  | 7    | 2    | 9    | 46   | 43   | 16      |
| 7.  | 22. decembar Knin | 18  | 6    | 3    | 9    | 38   | 49   | 15      |
| 8.  | Kričke            | 18  | 6    | 3    | 9    | 27   | 45   | 15      |
| 9.  | Razvitak Unešić   | 18  | 4    | 4    | 10   | 22   | 37   | 12      |
| 10. | Aluminij Lozovac  | 18  | 4    | 2    | 12   | 26   | 60   | 10      |

- Zablaće danas dio Šibenika

## Rezultatska križaljka
| kratica | klub              | 22D | ALU | BUK | DOŠK | KRI   | MLA | POL | RAZ | RUD | SOŠK |
| --- | ----------------- | --- | --- | --- | ---- | ----- | --- | --- | --- | --- | ---- |
| 22D | 22. decembar Knin |     |     | 2:2 | 4:1  |       |     |     |     |     |      |
| ALU | Aluminij Lozovac  |     |     |     |      |       |     |     |     | 2:1 |      |
| BUK | Bukovica Kistanje |     | 2:1 |     |      |       |     |     |     |     |      |
| DOŠK | DOŠK Drniš        |     |     |     |      |       | 3:0 |     | 1:2 |     |      |
| KRI | Kričke            |     |     | 0:2 |      |       |     |     |     |     |      |
| MLA | Mladost Tribunj   | 5:3 |     |     |      | 8:1   |     |     |     |     |      |
| POL | Polet Zablaće     |     | 1:0 |     |      |       |     |     | 2:0 |     |      |
| RAZ | Razvitak Unešić   |     |     |     |      |       |     |     |     |     | 1:2  |
| RUD | Rudar Siverić     |     |     |     |      | 2:1 p |     |     |     |     | 2:1  |
| SOŠK | SOŠK Skradin      |     |     |     |      |       |     | 1:2 |     |     |      |
| |                   |     |     |     |      |       |     |     |     |     |      |
| podebljan rezultat - utakmice od 1. do 9. kola (1. utakmica između klubova) rezultat normalne debljine - utakmice od 10. do 18. kola (2. utakmica između klubova) rezultat nakošen - nije vidljiv redoslijed odigravanja međusobnih utakmica iz dostupnih izvora rezultat nakošen i smanjen * - iz dostupnih izvora nije uočljiv domaćin susreta prekrižen rezultat - poništena ili brisana utakmica p - utakmica prekinuta 3:0 p.f. / 0:3 p.f. - rezultat 3:0 bez borbe n.i. - utakmica nije igrana |                   |     |     |     |      |       |     |     |     |     |      |

 Izvori: 

## Unutarnje poveznice
- Dalmatinska nogometna liga 1974./75.
- Prvenstvo Nogometnog saveza općine Zadar 1974./75.